# 水本貴士
水本　貴士（みずもと　たかし　1931年〈昭和6年〉8月21日 - ）は、アナウンサープロジェクト所属のフリーアナウンサーで、ラジオ大阪（OBC）の元アナウンサー。

## 来歴・人物
東京都の出身。浪速外国語学校卒業後の1958年にOBCが開局すると、アナウンサーの1期生として入社した。アナウンサーになったのは、戦中を過ごした中学生時代にB-29の空襲警報を校内放送で流したことがあり、その時に「アナウンサーはお国のために役立つ」と思い込んだことからという。
OBCへの入社後は、生ワイド番組など多数の番組に出演。OBCが初めて制作した深夜番組『アナウンサーコーナー』では、水本高志という名義でパーソナリティを務めた。平日早朝の生ワイド番組『水本貴士のヨーイドン!』を担当していた時期には、リスナーとの交流企画として実施されたハワイ、ヨーロッパ、オーストラリアへの旅行に、添乗員として同行していた。
また、1975年頃からは、OBCの関連会社・関西テレビ（KTV）が平日の午前中に放送していた『奥さまリビング』で司会を担当。両局の間でアナウンサーの相互交流企画を実施していた1976年度には、同番組の司会を続けながら、KTVへ出向していた。
OBCの定年を迎える前に、1990年同局を退職。退職後は、「アナウンサープロジェクト」という事務所を主宰するとともに、自身もフリーアナウンサーとして活動している。

## 現在出演中の番組
- 播磨の祭りシリーズ（サンテレビ、ナレーター）

## 過去の出演番組

### OBCアナウンサー時代
- 奥さまリビング（KTV）

以下はいずれもOBCの番組で、パーソナリティを担当。
- アナウンサーコーナー（水曜深夜＝木曜未明放送分）
- 大阪午前0時（1968年ごろは土曜日担当）
- みんなでみんなでリクエスト バンザイ!歌謡曲（月曜日　→　水曜日　→　火曜日）
- ホイ来た!出前リクエスト～七・五・三～
- 水本貴士のオーサカ1310（1972年に日本民間放送連盟賞・ラジオ社会番組部門の優秀賞を受賞[3]）
- 水本貴士のおおさか午後4時（1980年10月 - 1982年3月）
- 水本貴士のヨーイドン!（1982年4月 - 1988年3月）[1]

### フリーアナウンサーへの転身後
- コレいけまっせ!!